# Zona minera de Cerro Muriano
La zona minera de Cerro Muriano es un bien de interés cultural, con la tipología de sitio histórico, situado en los términos municipales de Córdoba y Obejo, España. Comprende veintiún áreas patrimoniales entre yacimientos arqueológicos, pozos, minas, estructuras de fundiciones y de tratamiento del cobre, así como construcciones relacionadas con el transporte del mineral y restos de estructuras de las casas de mineros e incluso utensilios muebles, bienes todos ellos que testimonian el desarrollo de una de las industrias extractivas más antiguas y relevantes de Andalucía, que ha propiciado la presencia de diversas culturas y sociedades que han explotado a lo largo del tiempo el subsuelo de la zona. 

## Descripción
La red filoniana de Cerro Muriano, tanto por sus medidas de longitud-profundidad como por sus altos tenores en cobre, ha de ser considerada como un caso excepcional en la península ibérica. Está constituida por más de 100 filones, siendo 17 los aflorantes y encajados en fracturas hercínicas tardías o en otras más antiguas que se reactivaron entonces. En su génesis hidrotermal están presentes especies como la pirita, pirrotina, calcopirita, cobres grises, arsenopirita, bornita, blenda, galena y minerales secundarios, siendo predominante el cobre y la calcopirita.

## Historia
El origen de la minería en Cerro Muriano hay que buscarlo en el III milenio a. C., durante el Calcolítico, momento que adquiere una especial relevancia, pues es entonces cuando comienzan a formarse estructuras relativamente estables de liderazgo social que provocan la formación de las primeras sociedades con jerarquía entre sus miembros. Estos viejos sistemas de explotación a cielo abierto han dejado, en parte, sus huellas, emergiendo a la superficie en forma de embudos, cortas, pozos, socavones en rampa o extensas escombreras donde se han recogido con frecuencia martillos de escotadura de diversa tipología, desde los más toscos de escotaduras laterales, a los más evolucionados.

### Época romana
Pero no es hasta la época romana cuando los filones de cobre de esta zona comienzan a explotarse de forma intensa y sistemática. Se tiene constancia de que las labores mineras en Cerro Muriano durante este período alcanzaron un importante nivel técnico de explotación. Esto fue especialmente notable en la minería subterránea, como lo demuestran los pozos de San Rafael, Levante o Victoria —donde se llega a bajar a más de 150 metros de profundidad en busca de los codiciados sulfuros—. La arquitectura minera romana ha dejado huella, muy probablemente, en los arcos interiores de las galerías, los sistemas de entibación por sostenimiento artificial y la canalización de atanores finos; así como en la bocamina o socavón de desagüe de Suerte Alta y el Tornillo de Arquímedes que fue hallado en uno de los pozos mineros de Cerro Muriano antes del año 1927, con unas dimensiones de 1,50 metros. Las fundiciones romanas del Cerro de la Coja o el filón cuprífero de Siete Cuevas conforman uno de los complejos de minería subterránea antigua más importantes de cuantos se conocen en la península ibérica. El magnífico estado de conservación de la mina Siete Cuevas ha permitido su estudio; este ha revelado un alto desarrollo de la ingeniería y tecnología mineras que indican la existencia de una alta especialización en el trabajo y de una planificación previa.

### SigloXIX
Los sulfuros arsenicales de la Zona Minera de Cerro Muriano no vuelven a ser explotados hasta bien entrado el siglo XIX, cuando la explotación de mineral se reduce a la recolección de escorias en superficie, «… dando esto ocasión a que se haya formado un pequeño centro de actividad industrial, donde no obstante la riqueza y abundancia de aquellas, están limitados los trabajos á reducida escala» (Vilanova J., 1872, 187-228).
Pero es a finales del XIX cuando las compañías de capital inglés adquieren en arrendamiento estos recursos mineros y se comienzan a explotar de forma intensiva e industrial los filones de cobre. Fueron cuatro las compañías inglesas que se asentaron en Cerro Muriano, la cuarta, Córdoba Copper Company Ltd., fue la última y más potente. Establecida en 1908, se dedicó tanto a la extracción de mineral como a la fundición del mismo, en la conocida actualmente como «Fundiciones y Lavaderos de la CCC Ltd.». Se trata de un complejo excepcional en la metalurgia del cobre no sólo para Andalucía sino también para el resto del país, ya que muy pocos ejemplos de este tipo de plantas industriales inglesas han logrado sobrevivir hasta nuestros días, aunque, como en este caso, en forma de restos.

### SigloXX
Para la extracción del cobre se desaguó e inició la explotación de los yacimientos cupríferos de Cerro Muriano, llegando a profundizar el pozo maestro (San Rafael) hasta los 400 m, y poniendo en funcionamiento, entre 1909 y 1919, una fundición para producir cobre blíster, recibiendo para ello mineral de Huelva y de otros puntos. Dicha metalurgia del cobre debió de ser por vía pirometalúrgica, donde el mineral ya recibía un primer tratamiento de selección que se llevaba a cabo a pie de pozo. Una vez concluido se transportaba hasta la planta de recepción y molienda donde, mediante tolvas de todo-uno, era tratado. Desde allí, el mineral era llevado en cintas transportadoras hasta la planta de clasificación y concentración donde se cribaba y separaba del estéril por medios manuales y mecánicos -mesas de gravimetría-. Una vez obtenido el concentrado de cobre otra cinta transportadora lo elevaba hasta la planta de fundición donde esperaba a ser introducido en los hornos de la compañía.

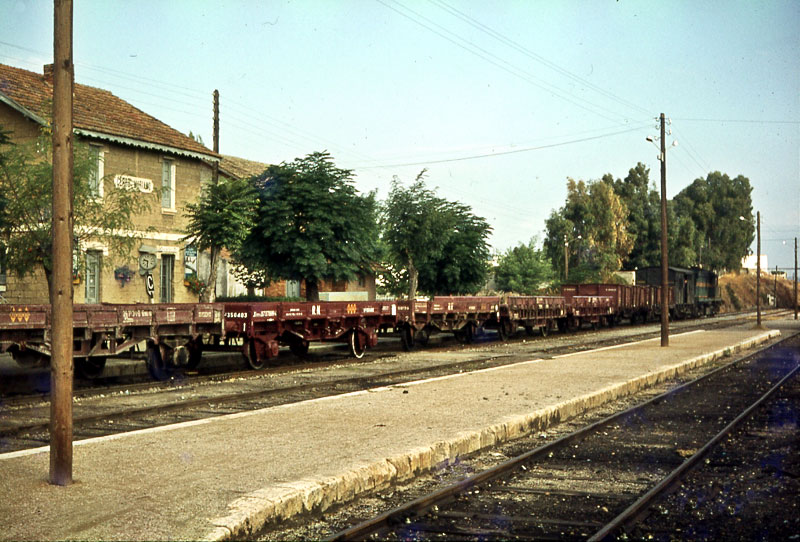
Vista de un tren a su paso por la estación de Cerro Muriano, en 1979.

La zona de lavaderos y fundiciones conectaba con el ferrocarril a través de la línea Córdoba-Belmez, mediante un ramal minero construido para el uso. Este engranaje era posible gracias a la red de caminos que partían de muchos de los pozos, barrios mineros y oficinas que conectaban con el eje principal, es decir, la carretera de Córdoba-Almadén y, a su vez, con la línea de tren (paralela) antes mencionada. Testigos del intenso discurrir de mercancías de mineral son la casa del paso a nivel, la casa pasaje de Cabanillas y el antiguo complejo ferroviario de la estación de Cerro Muriano, coetáneos a esta época de principios del siglo XX.
Para responder a la necesidad de disponer de mano de obra junto a los pozos se dio lugar a edificaciones de barrios de mineros, de los que quedan vestigios como el conocido «Barrio Norte», próximo a los pozos n.º 2, n.º 1 y n.º 3, o el «Barrio Casas para Obreros» también conocido como «Barracas y Chozas Muriano», al suroeste, cercano a los pozos de Santa Victoria y San Rafael. Las casas de los mineros eran de muy baja calidad constructiva, de hecho no quedan rastros de las chozas circulares ni de los barracones donde se alojaban, quedando sólo de aquellas construidas con mampuesto, ladrillo y carbonilla. Resulta significativo por tanto que los restos peor conservados de todo este complejo minero-industrial sean las viviendas de los mineros (tan abundantes en aquella época), lo cual indica el tipo de vida de los mineros en este modo de producción industrial. Y así también queda reflejado en la festividad de Santa Bárbara, celebrada el 4 de diciembre, cuando los mineros sacan en procesión a su santa patrona. Esta fiesta local de Cerro Muriano, aún vigente, constituye un ritual simbólico religioso-festivo de fuerte identificación local.

### Cierre
Los problemas de falta de competitividad y de mano de obra provocaron la quiebra en 1918 y el cierre al año de la CCC Ltd. Después de esa fecha hay documentados trabajos de minería del cobre a muy reducida escala, como las labores de recuperación llevadas a cabo por la empresa vasca Minera de Cantos Blancos en el Cerro del Depósito, entre los años 1955 y 1961. Este complejo industrial descrito fue desmantelado y abandonado, por lo que nada queda de la maquinaria. Fruto de este proceso la Zona Minera de Cerro Muriano conserva actualmente todo un conjunto de restos interrelacionados, a través de los cuales es posible reconocer este valioso patrimonio que configura y se integra en el paisaje de sierra, y que está gravemente amenazado por las urbanizaciones y expansión de estas. 
Existe, además, un interesante conjunto de utensilios y documentos relacionados con la Zona Minera de Cerro Muriano que actualmente se encuentran depositados en varios museos, principalmente en el Museo del Cobre del término municipal de Obejo, y en el Museo Arqueológico y Etnológico de Córdoba.